# Arthur et la Vengeance de Maltazard (film)
Pour les articles homonymes, voir Arthur et la Vengeance de Maltazard (homonymie).
Série Arthur et les Minimoys
Arthur et les Minimoys
(2006) Arthur 3 : La Guerre des deux mondes
(2010)
Pour plus de détails, voir Fiche technique et Distribution.
Arthur et la Vengeance de Maltazard est un film français réalisé par Luc Besson et sorti en 2009. Il s'agit de la suite d’Arthur et les Minimoys et du deuxième volet de la saga.
Le film débute alors qu'Arthur va enfin pouvoir regagner le monde des Minimoys pour y retrouver Sélénia. Une grande fête est organisée pour l'accueillir. Mais en ce jour si important pour Arthur, son père quitte la maison plus tôt que prévu. Au moment du départ, une araignée dépose dans les mains du jeune garçon un grain de riz sur lequel est gravé un message de détresse. Pas de doute, Sélénia est en danger, et Arthur n'a plus qu'une idée en tête : voler à son secours. Il prend un passage de fortune, tombe tête la première dans le bar de Max, se heurte aux troupes de Kröb, le nouveau tyran des Sept Terres, sauve Bétamèche, combat des rats, des grenouilles, des araignées velues et découvre, une fois arrivé au village des Minimoys, qu'aucun message de secours ne lui a été envoyé.
En France, le film est plutôt bien accueilli par la presse et est un succès commercial. En revanche, l'accueil aux États-Unis est très négatif. En raison de l'échec commercial du précédent film sur le sol américain, le film sort directement en vidéo sur le territoire.

## Synopsis
10 lunes sont passées après les évènements du premier film. Les commis de cuisine du chef Proscuitto récupèrent des ingrédients en forêt pour le banquet organisé au village des Minimoys pour le retour d'Arthur. Au même moment, Arthur, à maintenant 12 ans, se fait décorer par les Bogomatasalaï pour avoir réussi les trois épreuves : en faisant corps avec un arbre, à vivre comme une pierre et retrouvé son instinct animal comme un ours pour exemple. Puis, le chien Alfred avertit Arthur que ses parents ont capturé une abeille et ils s’apprêtent à la tuer avec un spray car Arthur y est allergique. Celui-ci se précipite à temps pour aller la sauver. L'abeille décide de piquer Armand pour se venger et Rose lui asperge accidentellement le spray au visage.
Quand les grands-parents d’Arthur reviennent, Archibald lui offre le jouet d’un train comme récompense pour avoir réussi les épreuves comme lui-même. Pendant ce temps, Rose suit une colonne de fourmis jusqu’à la chambre d’Arthur où il essaie de cacher les fourmis à l’intérieur de son train tandis qu’elle le prend pour l’abeille avant de le mettre à la douche. Pendant ce temps, Armand se rend au nid d’abeilles pour balancer une pierre mais les Bogomatasalaï l’en empêchent en affirmant que la ruche fait partie de l’écosystème et que la pierre leur appartient, mais Armand s'obstine à s’en débarrasser alors qu'Archibald proteste en considérant que les abeilles ont leur place.
Pendant ce temps, Arthur raconte à sa mère que c’est la dixième lune ce soir et qu’il est pressé de retrouver ses amis les Minimoys mais surtout Sélénia. Mais quand son père débarque pour annoncer qu’il veut partir plutôt que prévu du fait qu'Archibald ne pense pas au bien-être de son petit-fils, malgré leurs supplications, Armand s’obstine à vouloir partir immédiatement. Pendant qu’Arthur fait ses valises, il reçoit la visite d’une araignée qui lui remet un grain de riz avec écrit "Au secours", il se précipite vers son grand-père pour lui montrer en pensant que les Minimoys sont en danger avant de partir, Arthur et ses parents prennent la route avec Alfred qui les suit pendant qu'Archibald montre à sa femme le message. Celle-ci le rassure en affirmant que les Minimoys ont pu survivre.
Durant un arrêt à la station-service, Alfred rattrape la voiture et Arthur décide de se servir de lui pour simuler sa présence à ses parents pendant qu’il retourne auprès de la maison de ses grands-parents pour le rituel de la dixième lune mais au moment de l’activer, un gros nuage couvre la lune et une fois minuit passé, le passage est impossible. Mais Arthur insiste pour y aller pour les sauver où le chef des Bogomatasalaï révèle qu’il y a le passage des lianes qui peut le faire mais Archibald l'avertit que c’est un passage primitif avant l’arrivée du télescope parce que c’est un procédé risqué, voir mortel mais Arthur décide quand même de le faire où pour se faire, les Bogomatasalaï enroulent Arthur de lianes et lui versent une potion avant de le tirer de toutes leurs forces, à la plus grande souffrance d’Arthur. Celui-ci a pu finalement être pressé jusqu’à la taille d’un Minimoy mais le chef des Bogomatasalaï avertit Archibald qu'Arthur a douze heures pour retrouver sa taille normale sinon il devra attendre dix lunes. Pendant ce temps, les parents d’Arthur apprennent sa disparition et font demi-tour, mais sur la route, la voiture d’Armand percute un bélier, endommageant ainsi le véhicule.
Après avoir repris connaissance, Arthur atterrit au bar de Max où celui-ci profite de sa venue pour partager un verre mais Arthur demande d'aider les Minimoys, celui-ci accepte et l'informe que Kröb a pris la place de Maltazard comme tyran en affirmant qu’il n’a rien à voir avec le message des Minimoys. Max décide d’emmener Arthur à la ville de Paradise Alley à bord de sa Coccinelle-mobile pour trouver Replay, son vaurien de cousin. Replay les informe que Betamèche a été enlevé par les unicornes, l'armée de Kröb, tout en essayant de faire payer Max pour l’information, sans succès. Après avoir compris la situation derrière, Max décide d’entamer la conversation avec Snow, son ami, pour stopper le convoi des unicornes pendant qu’Arthur fait évader Betamèche avec son couteau spécial. Mais quand les unicornes apprennent son évasion, tous deux engagent une course-poursuite sur la Coccinelle-mobile où ils échappent à des rats, grenouilles et aux unicornes avant d’être éjectés du véhicule. Pendant ce temps, la grand-mère d’Arthur, Daisy, apprend ce qui s’est passé tout comme Rose et Armand.
Le lendemain matin, Arthur et Betamèche se réveillent dans un cocon qui laisse place à un papillon où le duo finit par atterrir dans une toile d’araignée, mais Betamèche apprivoise l’arachnide et la convainc de l’emmener à son village en révélant à Arthur que son arrestation est due à un problème de priorité et qu’il n’a rien à voir avec le message parce qu’il était parti plus tôt dans la journée. Une fois arrivés au village des Minimoys, tous les villageois sont ravis de voir Arthur malgré son retard. Arthur raconte au roi ce qui lui est arrivé mais celui-ci affirme que personne n'a envoyé de message surtout avec un grain de riz. Au lieu de s’attarder au banquet, Arthur demande à voir Sélénia, mais tous ignorent où elle est. Miro lui raconte qu’elle l’attendait avec impatience mais quand il ne s’est pas présenté comme prévu, elle a quitté le village pour noyer son chagrin en affirmant qu’elle n’est pas l’auteure du message.
Quand Sélénia est annoncée aux portes du village, Arthur se précipite pour la retrouver mais constate qu’elle est prise en otage par Maltazard. Arthur propose un marché : sa vie en échange de Sélénia. Mais Maltazard refuse la proposition d'Arthur et lui raconte qu’après sa défaite contre lui, il a emprunté divers passages secrets et s’est réfugié dans les placards de la cuisine où il a observé tout ce qu'il se passait. Il est tombé amoureux des talents culinaires de Daisy et a échappé à la désinfection d'Armand. Il vise à atteindre la taille humaine et grâce aux conduits d’aération, il a entendu la conversation d’Arthur avec sa mère sur le passage de la dixième lune où il projetait de se rendre pour le passage du retour jusqu’à ce qu’Armand annonce son souhait de partir immédiatement. Maltazard a, alors, décidé d’utiliser un grain de riz pour simuler un appel de détresse avant de le confier à une araignée afin de motiver Arthur à y aller. À la suite de cette machination, Maltazard a rejoint les sept terres grâce aux passages secrets et a kidnappé Sélénia. 
Quand midi est sur le point d’arriver, Maltazard se précipite dans la salle du portail pour le passage du télescope. Arthur libère Sélénia des mains de Maltazard en lui lançant dans la figure le couteau de Betamèche. Arthur et Sélénia s'embrassent passionnément, tandis que Maltazard parvient quand même à passer comme un boulet de canon. Malthazard atterrit en pleine forêt où il est sur le point de se faire dévorer par un scarabée jusqu’à ce que le processus de grandissement se produise et qu’il atteigne une taille humaine lui permettant de dévorer l’insecte. Pendant ce temps, Archibald comprend que c’est Malthazard qui était derrière tout ça mais, malheureusement, il ne pouvait rien faire car le passage de Malthazard a détruit le télescope empêchant Arthur de revenir.
En forêt, Armand cherche désespérément son fils mais il tombe à la place sur Malthazard et s’enfuit en courant. En parcourant la forêt, Maltazard fait fuir tous les animaux, tout en produisantun énorme rire maléfique.

## Fiche technique
- Titre original : Arthur et la Vengeance de Maltazard
- Titre américain : Arthur and the Revenge of Maltazard[1]
- Titre britannique : Arthur and the Great Adventure[1]
- Réalisation : Luc Besson
- Scénario : Luc Besson, d'après le roman Arthur et la Vengeance de Maltazard de Luc Besson et Céline Garcia
- Direction artistique : Patrice Garcia et Philippe Rouchier
- Musique : Éric Serra
- Photographie : Thierry Arbogast
- Décors : Hugues Tissandier
- Costumes : Olivier Bériot
- Effets visuels numérique et animation 3D : Buf Compagnie (Paris)
- Production : Luc Besson et Emmanuel Prévost

Coproducteur : Stéphane Lecomte
- Sociétés de production : EuropaCorp, Avalanche Productions, TF1 Films Production, Apipoulaï Prod, Canal+ et Sofica Europacorp
- Société de distribution : EuropaCorp Distribution (France)
- Pays d'origine :  France
- Genre : fantastique, aventures, animation
- Durée : 93 minutes
- Langue originale : anglais
- Budget : 63 240 000 euros
- Dates de sortie[1] :
  - Belgique, France : 2 décembre 2009
  - États-Unis : 22 mars 2011 (directement en vidéo)

## Distribution
- Freddie Highmore (VF : Yann Loubatière) : Arthur Montgomery
- Mia Farrow (VF : Frédérique Tirmont) : Daisy, la grand-mère d'Arthur
- Robert Stanton (VF : Jean-Paul Rouve) : Arnaud, le père d'Arthur
- Penny Balfour (VF : Frédérique Bel) : Rose, la mère d'Arthur
- Ron Crawford (VF : Michel Duchaussoy) : Archibald, le grand-père d'Arthur
- Jean Bejote Njamba (VF : Saïd Amadis) : le chef Massaï

### Voix françaises
- Mylène Farmer : Sélénia
- Cartman : Bétamèche
- Gérard Darmon : Maltazard
- Marc Lavoine : Darkos, le fils de Maltazard
- Rohff : Max
- Omar Sy : Snow
- Fred Testot : Replay
- Jacques Frantz : le Roi des Minimoys
- Patrice Dozier : Miro
- David Kruger : Mono Cyclop
- Sybille Tureau : Miss Perlanapple
- Bernard Alane : Di Vinci
- Julien Kramer : Proscuitto
- Frantz Confiac : le portier

### Voix américaines
- Selena Gomez : Sélénia
- Snoop Dogg : Max
- Jimmy Fallon : Bétamèche
- Will.i.am : Snow
- Stacy Ferguson : Replay
- Asa Butterfield : Arthur, à 5 ans
- Logan Miller : Jake
- Lou Reed : Maltazard
- David Gasman : le roi des Minimoys, le mécanicien, Chef Bogo
- Leslie Clark : le passeur
- Allan Wenger : Mono Cyclop, Di Vinci
- Barbara Scaff : Miss Perlanapple
- Jerry di Giacomo : Proscuitto, le garde
- Paul Bandey : Miro, chef de la licorne

## Production

### Genèse et développement
Pour Luc Besson, le personnage d'Arthur évolue en même temps que les spectateurs du film. Il était donc primordial de faire progresser l'univers : « C'est ce qui a été fait avec la saga Harry Potter, et je trouve cela très intelligent : s'attacher à un personnage qui grandit en même temps que son public. Scénaristiquement parlant, c'est aussi très agréable de travailler sur des personnages qui ont un passé, de leur apporter une certaine maturité ».

### Attribution des rôles
Alors que Douglas Rand incarnait le père d'Arthur dans Arthur et les Minimoys, le rôle est repris dans ce film et le suivant par Robert Stanton. Par ailleurs, Yann Loubatière remplace Barbara Kelsch pour la voix française d'Arthur. Côté voix américaines, Lou Reed remplace David Bowie pour la voix de Maltazard tandis que David Gasman succède à Robert De Niro pour celle du roi des Minimoys. De même côté français pour Maltazard, la voix est reprise par Gérard Darmon après la mort d'Alain Bashung.

### Tournage
Le tournage des scènes en prises de vues réelles est fait simultanément avec celles du film suivant, Arthur 3 : La Guerre des deux mondes, car Luc Besson voulait éviter que le jeune acteur Freddie Highmore ne grandisse trop entre les deux films.
Comme pour le 1er film, c'est en Normandie que le village d'Arthur situé dans le Connecticut a été reconstitué, mais cette fois sur près de 40 000 m2. Luc Besson et le chef décorateur Hugues Tissandier ont créé des décors qui n'apparaissaient pas dans le 1er film : une église, des boutiques, un supermarché, un garage, une quincaillerie, un poste de police, un cinéma et une fontaine, etc..

## Bande originale
Albums de Éric Serra
Arthur et les Minimoys
(2006) Les Aventures extraordinaires d'Adèle Blanc-Sec
(2010)
Bandes originales de Arthur et les Minimoys
Arthur et les Minimoys
(2006) Arthur 3 : La Guerre des deux mondes
(2010)
Comme pour le premier film, c'est Éric Serra qui compose la bande originale. Ce film marque la 10e collaboration du compositeur avec Luc Besson. Le thème musical final rappelle celui de Dune[réf. nécessaire].
Liste des titres
1. "The Minimoys awakening"
2. "Ride of the Valkyries"
3. "Nuts and berries"
4. "Aspecta"
5. "The bee rald"
6. "Three rites of initiation"
7. "Houdi Bee"
8. "The red car"
9. "the ants and the stone"
10. "The hive and the stone"
11. "Still my home"
12. "Daddy and his angel"
13. "Pack your"
14. "I'm sorry Mum"
15. "The spider messenger"
16. "He will be back"
17. "The fine pair"
18. "Alfred at the gas station"
19. "wompsiga"
20. "Wassup"
21. "Ram crash"
22. "Coxyflight"
23. "The pickpocket dutchess"
24. "Paradise alley"
25. "Snow my man"
26. "Andyormum"
27. "Get lost snow"
28. "The rat trap principle"
29. "Not just yet home"
30. "Archibald And Armando"
31. "Cocoon airport"
32. "Butterflight"
33. "The spider and the..."
34. "Big fat red eyes"
35. "Spideride"
36. "Our guest has arrived"
37. "The king is home"
38. "Festino"
39. "Emancipation is the key..."
40. "Gambetto"
41. "Sublime"
42. "The pantry hideout"
43. "Your sleep will be..."
44. "Heading to the human's..."
45. "The evil M"
46. "The passage is broken"
47. "A big bag of marshmallows"

La version japonaise contient une nouvelle chanson créée pour le générique de fin "Uh Uh" par IMALU.

## Accueil

### Critique
En France, le film obtient une note moyenne de 3,1⁄5 sur le site AlloCiné, qui recense 17 titres de presse.
Le film est très mal accueilli par la presse aux États-Unis. Sur l'agrégateur américain Rotten Tomatoes, il récolte 0% d'opinions favorables pour 6 critiques et une note moyenne de 3,5⁄10.

### Box-office
| Pays ou région | Box-office        | Date d'arrêt du box-office | Nombre de semaines |
| -------------- | ----------------- | -------------------------- | ------------------ |
| Mondial        | 51 000 000 $      | 26 janvier 2010            | 8                  |
| France         | 3 871 483 entrées | 26 janvier 2010            | 8                  |

51 000 000 USD ont été récoltés dans 30 pays (3 000 copies).
Arthur et la Vengeance de Maltazard n'a pas connu le même succès que son prédécesseur Arthur et les Minimoys. (le premier volet de la saga avait fait 6 396 989 entrées en France et récolté 108 millions USD dans 72 pays, pour un budget de 86 millions $, soit 65 millions d'euros). Sur l'année 2010-2011, EuropaCorp, la société de production des films, perd plus de 30 millions d'euros, en bonne partie à cause du manque de succès des deuxième et troisième films consacrés.
Au Royaume-Uni, le film a été combiné avec le 3e film dans une version intitulée Arthur and the Great Adventure sortie en décembre 2010.

## Autour du film

### Produits dérivés
Le jeu vidéo dérivé du film est sorti en 2009 sur PlayStation 3, Xbox 360, Windows, Nintendo DS. Le titre est développé par Phoenix Interactive et édité par Ubisoft.